# Luca Toni
Luca Toni, född den 26 maj 1977, är en italiensk före detta fotbollsspelare (anfallare).

## Klubblagskarriär
Toni kommer ursprungligen från staden Pavullo i Italien. Han debuterade som 17-åring för Modena i Serie C1 A. På 32 matcher gjorde han 7 mål. Säsongen 1996/1997 prövade han på att spela i Empoli, men han var snart tillbaka i Serie C1 A. I Fiorenzuola 1997/1998 gjorde han inte heller någon ihågkommen insats, 2 mål på 25 matcher. Säsongen därpå gjorde han 15 mål på 31 matcher för Lodigiani i C1 A. Detta gjorde att han fick en ny chans i Serie B och Treviso. Han gjorde 15 mål på 35 matcher säsongen 1999/2000 och köptes sommaren 2000 av Serie A-laget Vicenza. Av Vicenzas 37 ligamål säsongen 2001/2002 gjorde Toni 9 och klubben åkte ur högstaligan. Toni köptes däremot av Brescia och stannade i Serie A. Första säsongen i Brescia gjorde han 13 ligamål följt av endast 2 mål på 16 matcher säsongen efter.
2003 köpte Serie B-klubben Palermo Toni för 80 miljoner kronor. Klubben satsade på att ta sig upp till Serie A. Första säsongen i Palermo gjorde Toni 30 ligamål och klubben gick upp i Serie A. Under sin första säsong i högstaligan med Palermo gjorde Toni 20 ligamål. Efter att ha gjort 50 ligamål för Palermo på bara två säsonger köptes Toni av Fiorentina 2005. Under sin första säsong i Florens gjorde Toni 31 ligamål och vann därmed guldskon som Europas främsta målskytt.
Den 30 maj 2007 skrev Toni på ett 4-årskontrakt med tyska Bayern München som betalade ca 11 miljoner € för spelaren. Under sina två första säsonger i den tyska klubben gjorde Toni totalt 39 respektive 18 mål. Under vårsäsongen 2009-2010 hade Toni svårt att ta en plats i laget då han kom tillbaka från en skada. Den 31 december blev det klart att Toni lånades ut till AS Roma under resten av säsongen.
I juni 2010 meddelades Genoa CFC:s nya nummer nio. Luca Toni hade blivit kontrakterad efter att Bayern München själva hade löst ut honom från klubben. En hög lön och en dåligt fungerande relation till tränaren Louis van Gaal ansågs vara orsaken till klubbens vilja att avbryta det löpande kontraktet med Toni. 
Efter en kort tid hos Genoa CFC blev Luca Toni värvad gratis till ligakonkurrenten Juventus FC. Spelarövergången blev klar fredagen den 7 januari 2011. Affären genomfördes snabbt då "den gamla damen" fått skador på klubbens för säsongen bästa målskytt Fabio Quagliarella.
Kontrakt uppges sträcka sig 1,5 år framåt. Toni tilldelades nummer 20 och inte nummer 30, som han oftast spelat med på ryggen under sin karriär.
Den sista klubben i hans karriär blev Hellas Verona, som 2013 var uppflyttade till Serie A. Den första säsongen där gjorde han 20 mål, och gjorde därmed näst flest mål i Serie A den säsongen, vid 37 års ålder.

## Landslagskarriär
Toni debuterade i det italienska landslaget den 18 augusti 2004 då han blev inbytt i en träningslandskamp mot Island och gjorde sitt första landslagsmål mot Norge den 4 september samma år. I september 2005 gjorde Toni ett hattrick i Italiens VM-kvalmatch mot Vitryssland.
Under VM 2006 gjorde Toni två mål, bägge i kvartsfinalen mot Ukraina. Italien vann senare turneringen och blev därmed världsmästare för fjärde gången.

## Meriter

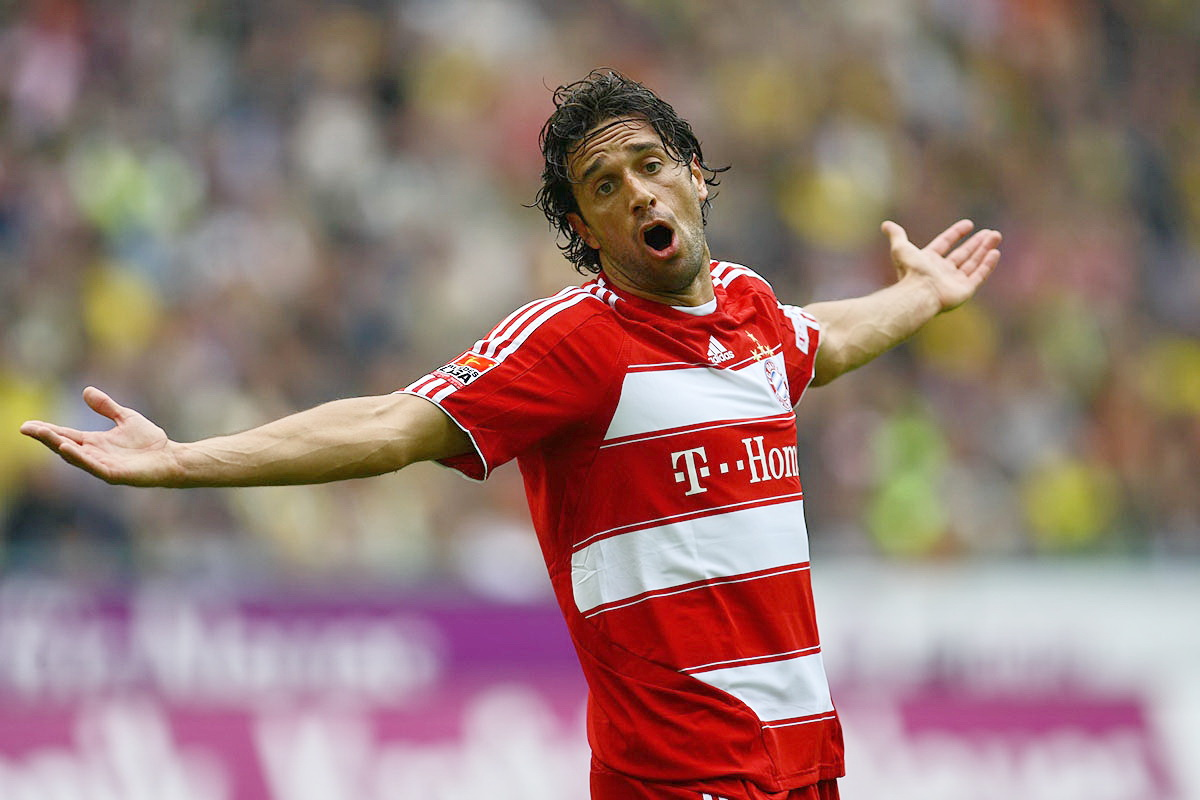
Luca Toni i Bayern München

### Inom klubblag
Palermo
- Serie B: 2003/2004

 Bayern München
- Bundesliga: 2007/2008
- DFB-Pokal: 2007/2008
- DFL-Ligapokal: 2007

### Landslag
Italien
- VM: 2006

### Individuella utmärkelser
- Capocannoniere (skyttekung) Serie B: 2003-04 (30 mål)
- Capocannoniere (skyttekung) Serie A: 2005-06 (31 mål), 2014-15 (22 mål)
- Guldskon: 2005-06
- FIFA World Cup 2006 All-Star Team
- Skyttekung Bundesliga: 2007-08 (24 mål)
- Skyttekung Uefacupen: 2007-08 (10 mål)
- Årets lag i Serie A: 2014-15